# Reitzenstein (Issigau)

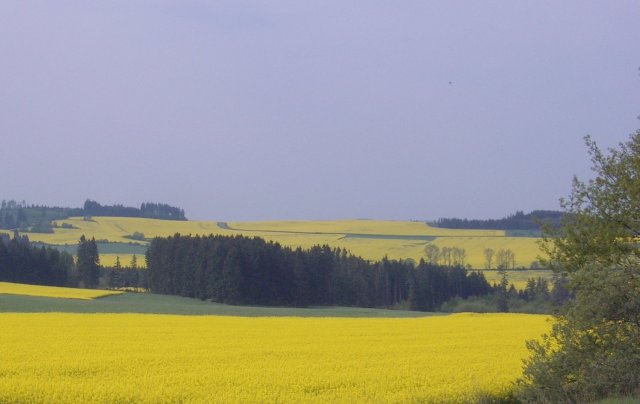
Rapsfelder nahe Reitzenstein

Reitzenstein ist ein Gemeindeteil der Gemeinde Issigau im Landkreis Hof (Oberfranken, Bayern). Die Gemarkung Reitzenstein hat eine Fläche von 5,492 km². Sie ist in 625 Flurstücke aufgeteilt, die eine durchschnittliche Flurstücksfläche von 8787,67 m² haben. In ihr liegen neben dem namensgebenden Ort die Gemeindeteile Griesbach und Sinterrasen.

## Geografie
Das Dorf liegt nahe der thüringischen Grenze im Issiggrund. Über dem Dorf erhebt sich Schloss Reitzenstein, der Stammsitz der Freiherren von Reitzenstein, unterhalb des Ortes fließt der Issigbach. Der Schlosspark ist als Naturdenkmal ausgezeichnet. Gemeindeverbindungsstraßen führen nach Issigau zur Staatsstraße 2198 (1,1 km westlich), nach Griesbach (2,2 km südwestlich) und zur St 2198 (0,9 km östlich). Ein Wirtschaftsweg führt nach Sinterrasen (1,2 km südlich).

## Geschichte

Wappen der Freiherren von Reitzenstein

Der Ort Rwurde im Jahre 1325 erstmals urkundlich erwähnt: Konrad von der Grun nannte sich seit diesem Jahr nach seinem Stammsitz, der Veste Reitzenstein, „Konrad von Reichzenstein“. Das Bestimmungswort des Ortsnamens ist der weibliche Personenname Richiza.
Der Stammsitz der Freiherren von Reitzenstein ging im Laufe der Zeit in andere Hände über. Die Schlosskapelle St. Wolfgang wurde später aufgelassen. Teile des Altars fanden einen neuen Platz in der Issigauer Kirche. Bis zur Mitte des 19. Jahrhunderts war Reitzenstein Gerichtssitz. Ursprünglich hatte der Rittergutsbesitzer die Hohe Gerichtsbarkeit inne, der Flurname Galgenbühl erinnert noch daran. Zuletzt gab es nur noch ein Patrimonialgericht.
Nach der Eingliederung in Bayern gingen auch die Aufgaben des „koeniglich bayerischen adelich von Püttnerschen Partimonialgerichts Reitzenstein“ ans Landgericht Naila über. Auf dem Gebiet des ehemaligen Rittergutes Reitzenstein wurden durch die bayerische Gemeindeordnung die Gemeinden Reitzenstein, Issigau und Kemlas geschaffen. Rechte des Fürstenhauses Reuß im Reitzensteiner Gebiet wurden vom Königreich Bayern abgelöst. 1876 wurde die Freiwillige Feuerwehr Reitzenstein gegründet. 1889 kauften die Freiherren von Reitzenstein ihren Stammsitz zurück.

### Verwaltungsgeschichte
Zur Realgemeinde Reitzenstein gehörte Sinterrasen. Gegen Ende des 18. Jahrhunderts bestand Reitzenstein aus 40 Anwesen. Die Hochgerichtsbarkeit hatten das Rittergut Issigau und das Rittergut Reitzenstein gemeinsam inne. Grundherren waren das Rittergut Issigau (1 Haus) und das Rittergut Reitzenstein (1 Wirtshaus, 1 Mühle, 15 Gütlein, 20 Tropfhäuser, 2 Häuser). Das Schloss war herrschaftlicher Besitz.
Von 1797 bis 1810 unterstand Reitzenstein dem Justiz- und Kammeramt Hof. Infolge des Ersten Gemeindeedikts wurde Reitzenstein dem 1812 gebildeten Steuerdistrikt Issigau zugewiesen. Zugleich entstand die Ruralgemeinde Reitzenstein mit den Orten Brand, Eichenstein, Einsiedel, Griesbach, Kupferbühl, Preußenbühl, Sinterrasen und Wolfstein. Sie war in Verwaltung und Gerichtsbarkeit dem Landgericht Naila zugeordnet und in der Finanzverwaltung dem Rentamt Lichtenberg (1919 in Finanzamt Lichtenberg umbenannt, seit 1955 Finanzamt Naila). Ab 1862 gehörte Reitzenstein zum Bezirksamt Naila (1939 in Landkreis Naila umbenannt). Die Gerichtsbarkeit blieb beim Landgericht Naila (1879 in Amtsgericht Naila umgewandelt). 1920 wurde die Einöde Preußenbühl an die Gemeinde Issigau abgetreten. 1964 hatte die Gemeinde eine Gebietsfläche von 10,551 km². Im Zuge der Gebietsreform in Bayern wurde die Gemeinde Reitzenstein am 30. April 1978 aufgelöst: Brand und Einsiedel kam an die Stadt Naila, der Rest wurde nach Issigau eingemeindet.

### Baudenkmäler
- Haus Nr. 7: Gasthaus am Schloss[13]
- Häuser Nr. 71⁄12, 71⁄4, 12: Schloss Reitzenstein[13]

ehemalige Baudenkmäler
- Haus Nr. 8: Zweigeschossiges, verputzt massives Wohnstallhaus mit Krüppelwalmdach, Ende 18./Anfang 19. Jahrhundert; zwei zu vier Achsen; Giebeltrapez verschiefert. Fenstergewände aus Granit, 19. Jahrhundert.[14]
- Haus Nr. 24: Eingeschossiges, verputzt massives Kleinhaus, vermutlich spätes 18. Jahrhundert, mit steilen Satteldach, zwei zu vier Achsen; Giebeldreiecke verschiefert; im vorderen Teil noch originale hölzerne Fensterrahmungen.[14]
- Haus Nr. 32: Frackdachhaus aus der Mitte des 18. Jahrhunderts; Erdgeschoss verputzt massiv, hofseitiges Obergeschoss in verputztem Fachwerk, Giebel verschiefert (teilweise in Kunstschiefer erneuert).[14]
- Haus Nr. 44: Ehemaliges Schlossgut. 1557 bei einer Besitzteilung für Sebastian Friedrich von Reitzenstein errichtet; später, so noch 1637, mehrfach als „Neubau“ bezeichnet. Der bestehende Bau im späten 18. oder frühen 19. Jahrhundert überarbeitet. – Langgestrecktes, zweigeschossiges Gebäude, verputzt massiv, zwei zu sieben Achsen, mit Halbwalmdach; Giebeltrapez verschiefert. Schlichte Fenster- und Türrahmungen in Granit; an der Wohnungstür über vermauertem Oberlicht waagrechte Gesimsverdachung.[14]

### Einwohnerentwicklung
Nach dem Zweiten Weltkrieg stieg die Bevölkerungszahl in Reitzenstein enorm, von 1939 bis 1950 um insgesamt 81 Prozent. Der Grund waren die vielen Vertriebenen, die nach dem Krieg dort eine neue Heimat fanden. 
Gemeinde Reitzenstein
| Jahr      | 1819  | 1840   | 1852   | 1855   | 1861   | 1867   | 1871   | 1875   | 1880   | 1885   | 1890   | 1895   | 1900   | 1905   | 1910   | 1919   | 1925   | 1933   | 1939   | 1946   | 1950   | 1952   | 1961   | 1970   |
| Einwohner | 404   | 506    | 514    | 507    | 506    | 507    | 481    | 504    | 493    | 469    | 471    | 503    | 516    | 522    | 483    | 481    | 493    | 444    | 429    | 756    | 777    | 734    | 560    | 380    |
| Häuser    |       |        |        |        |        |        | 79     |        |        | 75     | 77     |        | 82     |        |        |        | 94     |        |        |        | 94     |        | 94     |        |
| Quelle    | [ 8 ] | [ 16 ] | [ 16 ] | [ 16 ] | [ 17 ] | [ 18 ] | [ 19 ] | [ 20 ] | [ 21 ] | [ 22 ] | [ 23 ] | [ 16 ] | [ 24 ] | [ 16 ] | [ 25 ] | [ 16 ] | [ 26 ] | [ 16 ] | [ 16 ] | [ 16 ] | [ 27 ] | [ 16 ] | [ 10 ] | [ 28 ] |

Ort Reitzenstein
| Jahr      | 001819 | 001861 | 001871 | 001885 | 001900 | 001925 | 001950 | 001961 | 001970 | 001987 |
| Einwohner | 261    | 308    | 298    | 270    | 260    | 256    | 362    | 268    | 222    | 153    |
| Häuser    |        |        |        | 45     | 50     | 56     | 55     | 55     |        | 60     |
| Quelle    | [ 8 ]  | [ 17 ] | [ 19 ] | [ 22 ] | [ 24 ] | [ 26 ] | [ 27 ] | [ 10 ] | [ 28 ] | [ 1 ]  |

## Religion
Reitzenstein ist seit der Reformation evangelisch-lutherisch geprägt und bis heute nach St. Simon und Judas (Issigau) gepfarrt.